# Jean de Gourmont (écrivain)
Pour les articles homonymes, voir Jean de Gourmont (homonymie).
Jean de Gourmont (Le Mesnil-Villeman, 23 janvier 1877 - Paris, 19 février 1928) est un écrivain français du XXe siècle.

## Biographie
Il collabore au Mercure de France à partir de 1903. Il publie plusieurs essais, dont Muses d'aujourd'hui, ouvrage consacré aux poétesses.
Il s'est attaché, par ailleurs, à mettre en valeur l'œuvre de son frère Remy de Gourmont.

## Publications
Essais
- Jean Moréas, Librairie E. Sansot & Cie (Paris), 1905 (lire en ligne).
- Henri de Régnier et son œuvre, Paris, Mercure de France, 1908
- Muses d'aujourd'hui. Essai de physiologie poétique, Paris, Mercure de France, 1910
- L'Art et la morale, Paris, Mercure de France, 1912
- Bibliographie des Œuvres de Remy de Gourmont (en collaboration avec Robert Delle Donne), Paris, Leclerc, 1922
- Souvenirs sur Remy, Paris, 1924, Les Enfants d'Édouard

Romans
- La Toison d'Or, Paris, Mercure de France, 1908
- L'art d'aimer, Paris, Éditions du siècle, 1925